# 达鲁阿曼体育场
达鲁阿曼体育场位于马来西亚吉打州亚罗士打内的一座体育场，于1962年投入运作，该体育场可容纳2万5千人。现为马来西亚超级足球联赛球队吉打达鲁阿曼主场。